# Internationaux de Tennis de Troyes 2023
L'Internationaux de Tennis de Troyes 2023 è stato un torneo maschile di tennis giocato sulla terra rossa. È stata la 2ª edizione del torneo, facente parte della categoria Challenger 50 nell'ambito dell'ATP Challenger Tour 2023. Si è giocato al Tennis Club de Troyes di Troyes, in Francia, dal 3 al 9 luglio 2023.

## Partecipanti

### Teste di serie
| Nazionalità | Giocatore               | Ranking* | Testa di serie |
| ----------- | ----------------------- | -------- | -------------- |
| Argentina   | Genaro Alberto Olivieri | 178      | 1              |
|             | Evgenij Donskoj         | 231      | 2              |
| Argentina   | Marco Trungelliti       | 232      | 3              |
| Francia     | Térence Atmane          | 241      | 4              |
| Italia      | Gianluca Mager          | 245      | 5              |
| Italia      | Lorenzo Giustino        | 256      | 6              |
| Francia     | Titouan Droguet         | 261      | 7              |
| Libano      | Benjamin Hassan         | 264      | 8              |

* Ranking al 26 giugno 2023.

### Altri partecipanti
I seguenti giocatori hanno ricevuto una wild card per il tabellone principale:
- Mathys Erhard
- Sascha Gueymard Wayenburg
- Abel Hernández Aguila

I seguenti giocatori sono passati dalle qualificazioni:
- Manuel Guinard
- Duje Ajduković
- Calvin Hemery
- David Jordà Sanchis
- Matteo Martineau
- Maxence Beaugé

Il seguente giocatore è entrato in tabellone come lucky loser:
- Saba Purtseladze

## Punti e montepremi
| Torneo    | Torneo              | V     | F     | SF    | QF    | 2T  | 1T  | Q | Q2  | Q1  |
| Singolare | Punti               | 50    | 30    | 17    | 9     | 4   | 0   | 3 | 1   | 0   |
| Singolare | Premi in denaro (€) | 4,910 | 2,950 | 1,735 | 1,000 | 600 | 360 | – | 180 | 110 |
| Doppio    | Punti               | 50    | 30    | 17    | 9     | –   | 0   | – | –   | –   |
| Doppio    | Premi in denaro (€) | 1,900 | 1,110 | 670   | 390   | –   | 225 | – | –   | –   |

## Campioni

### Singolare
Manuel Guinard ha sconfitto in finale  Calvin Hemery con il punteggio di 6–4, 6–3.

### Doppio
Manuel Guinard /  Grégoire Jacq hanno sconfitto in finale  Álvaro López San Martín /  Daniel Rincón per walkover.